# Enterprise (karuzela)

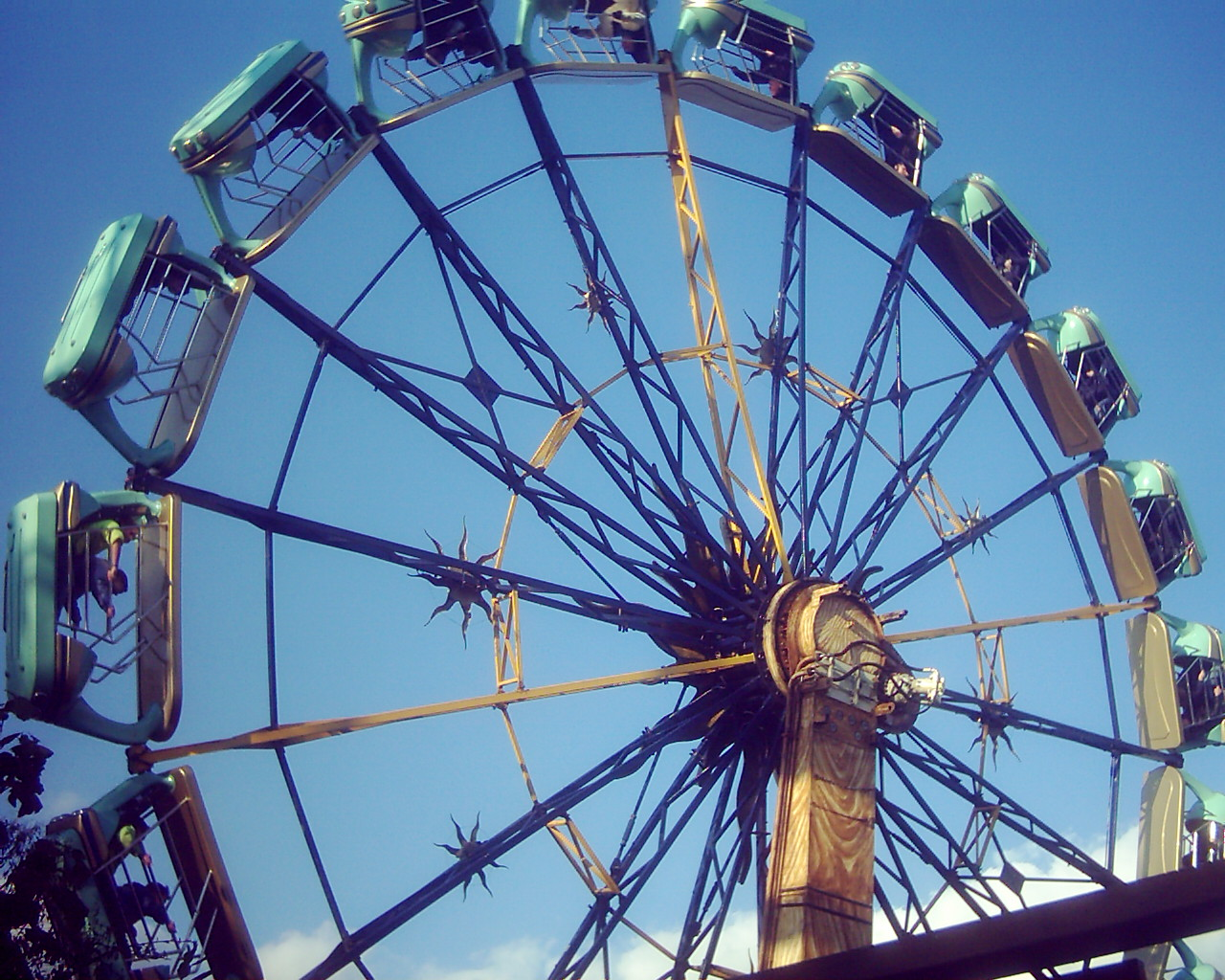
Zodiac w parku rozrywki Thorpe Park.

Enterprise – typ karuzeli. Składa się z koła, na którego obwodzie zamontowane są dwuosobowe gondole. Każda z nich może się swobodnie huśtać. Kiedy koło rozpędza się wagony odchylają się na boki. W końcu znajdują się już całkiem poziomo. Następnie koło zostaje za pomocą ramienia hydraulicznego podniesione do pionu tak, że gondole wykonują pełne obroty będąc przez chwilę do góry nogami. Jedynym zabezpieczeniem przed wypadnięciem jest pozioma rurka obniżana nad nogi. Siła odśrodkowa jest jednak na tyle duża (przysp. ok. 2g u dołu, nieważkość na szczycie), że pasażerowie są wciśnięci w siedzenie. Nieważkość na szczycie koła powoduje wrażenie wypadania z siedzenia, choć w rzeczywistości nie ma takiej możliwości.

## Przykłady w Polsce
- Condor, Lunapark Sowinski (Władysławowo)
- Enterprise, Lunapark Jiri Novy (Zakopane, Wielka Krokiew) (w sezonie letnim)
- Condor, Smokoland (Zakopane w pobliżu dworca PKS) (w sezonie letnim)
- Phoenix, Legendia (Chorzów)
- Voyager, Lunapark (Łódź, naprzeciwko Zoo)

## Przykłady za granicą
- Enterprise, Alton Towers (Anglia, Park rozrywki Alton Towers)
- El Sol, Heide-Park (Niemcy, Soltau)
- Witches' Wheel, Cedar Point (USA, Lunapark Cedar Point)
- The Orbit, Six Flags Great America (USA, Park rozrywki Six Flags Great America)
- Zodiac, Thrope Park (Anglia, Park rozrywki Thorpe Park)